# Astrid Wedberg
Astrid Esidoria Wedberg (gift Möller), född den 30 januari 1901 i Badelunda utanför Västerås, död den 27 februari 1998 i Skara, var en svensk revyartist, sångerska och skådespelerska.
Astrid Wedberg medverkade bland annat i John Botvids revy De' e' mina tag på Folkets hus i Stockholm 1931 samt i ett par filmer, däribland den första svenska ljudfilmen Säg det i toner. Hon spelade också in ett par skivsidor med Jules Sylvain-kompositioner ackompanjerad av Hanns Bingangs orkester.
Astrid Wedberg gifte sig med disponenten Göran August Möller (1891-1982) i Lidköping.

## Filmografi
- 1925 – Den gamla herrgården
- 1929 – Säg det i toner

## Teater

### Roller
| År   | Roll | Produktion                        | Regi | Teater                |
| ---- | ---- | --------------------------------- | ---- | --------------------- |
| 1929 |      | Westerbergs pojke Gideon Wahlberg |      | Söders friluftsteater |

## Diskografi
- 1931 – "Himlens alla stjärnor" (HMV X 3688; senare även återutgiven på LP och kassett)
- 1931 – "Demonen" (HMV X 3682)